# Ходоровка (Овсянковский сельсовет)
Хо́доровка (бел. Ходараўка) — деревня в составе Овсянковского сельсовета Горецкого района Могилёвской области Республики Беларусь.

## История
Упоминается в 1643 году как деревня в Басейском войтовстве Шкловской волости в Оршанском повете Великого Княжества Литовского.

## Население
- 1999 год — 46 человек
- 2010 год — 31 человек